# Amt Trave-Land
Amt Trave-Land er et amt i det nordlige Tyskland, beliggende i den østlige del af Kreis Segeberg. Kreis Segeberg ligger i den sydøstlige del af delstaten Slesvig-Holsten. Amtets administration er beliggende i byen Bad Segeberg, selv om den ikke er en del af amtet.
I kommunerne Seedorf og Glasau har amtet kontorer.

## Kommuner i amtet
(Befolkning 31. december 2007)
| 1. Bahrenhof (214) 2. Blunk (612) 3. Bühnsdorf (361) 4. Dreggers (62) 5. Fahrenkrug (1646) 6. Geschendorf (546) 7. Glasau (950) 8. Groß Rönnau (618) 9. Klein Gladebrügge (599) 10. Klein Rönnau (1437) 11. Krems II (438) 12. Negernbötel (1067) 13. Nehms (585) 14. Neuengörs (804) | 1. Pronstorf (1708) 2. Rohlstorf (1166) 3. Schackendorf (814) 4. Schieren (283) 5. Seedorf (2203) 6. Stipsdorf (226) 7. Strukdorf (250) 8. Travenhorst (192) 9. Traventhal (528) 10. Wakendorf I (438) 11. Weede (1045) 12. Wensin (815) 13. Westerrade (490) |

## Historie
Amt Trave-Land blev oprettet 1. januar 2006 af kommunerne i de tidligere amter Segeberg-Land og Wensin.

## Eksterne kilder og henvisninger
1. ↑  "Kommunesammenlægning"

- Amt Trave-Land